# 7738 Heyman
7738 Heyman eller 1981 WS1 är en asteroid i huvudbältet som upptäcktes den 24 november 1981 av Oak Ridge-observatoriet. Den är uppkallad efter Michael Heyman.
Asteroiden har en diameter på ungefär 4 kilometer.